# Trichura coarctata
Trichura coarctata är en fjärilsart som beskrevs av Dru Drury 1773. Trichura coarctata ingår i släktet Trichura och familjen björnspinnare. Inga underarter finns listade i Catalogue of Life.

## Bildgalleri

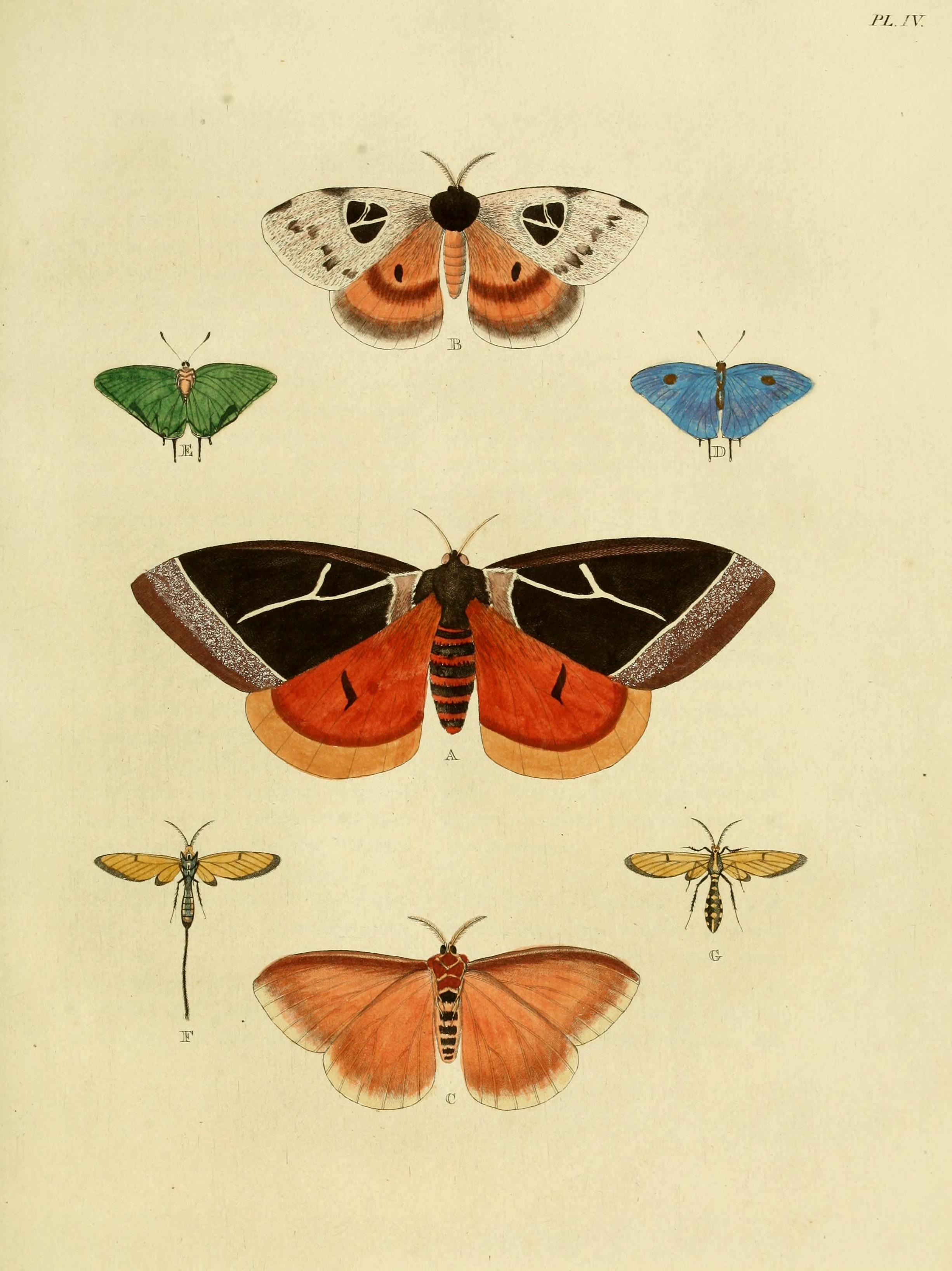